# Kołobrzeg
Kołobrzeg (fins a 1945 Kolberg) és un municipi i balneari del Mar Bàltic a la desembocadura del Parsęta al Voivodat de Pomerània Occidental, Polònia. Les activitats econòmiques principals són el turisme i la pesca.

## Història

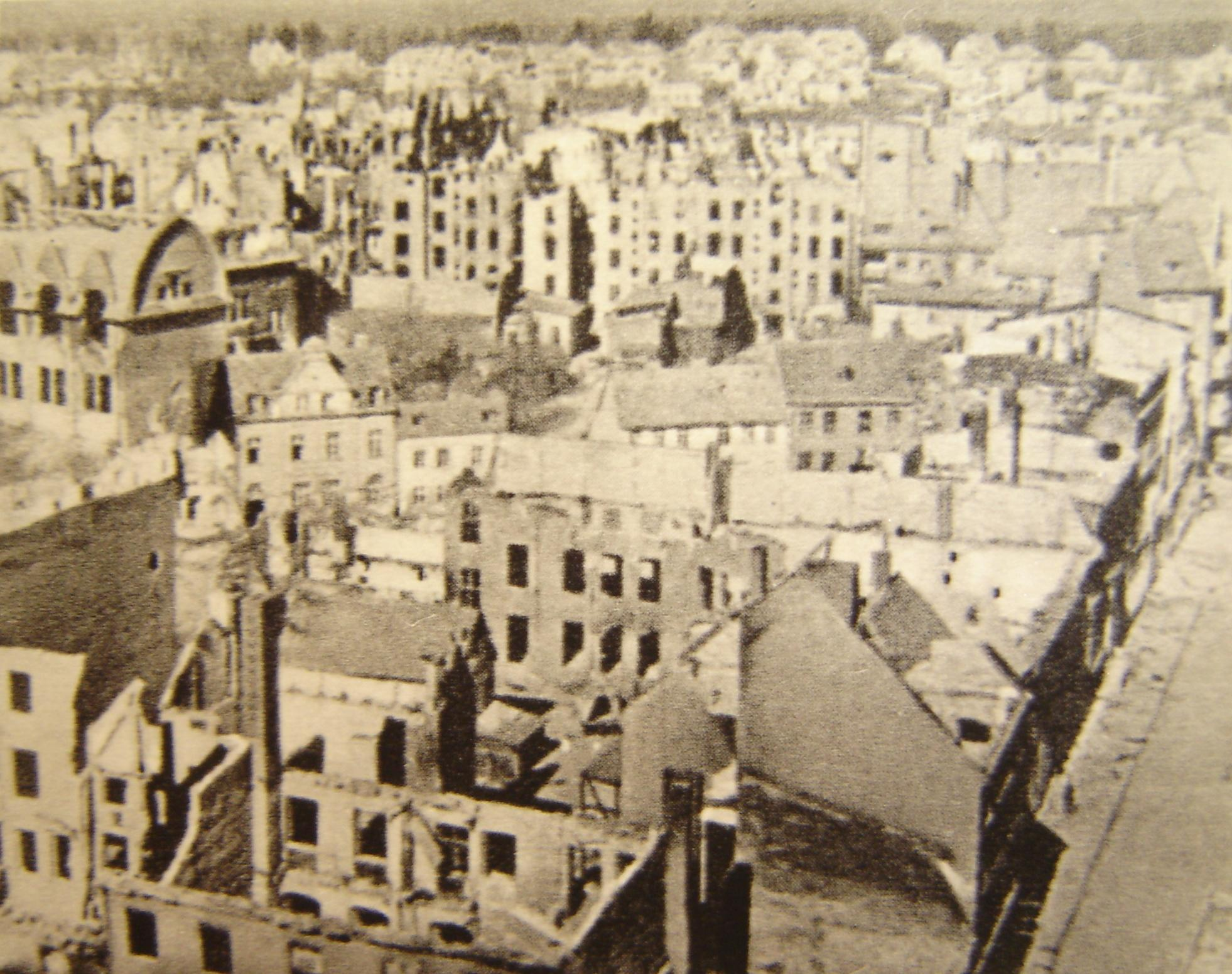
Kolberg el 1945

El primer esment escrit de la ciutat data del 971. El bisbe Tietmar de Merseburg parla de salsa Cholbergiensis. Pertanyia al ducat de Pomerània. La resistència de la població contra cristianització va ser fort, i només el 1124 Otò de Bamberg va reeixir a imposar la conversió a la nova religió. El 1181 la ciutat va afiliar-se al Sacre Imperi Romanogermànic. El 1255 va rebre drets de ciutat i de 1361 a 1610 va ser membre de la Lliga Hanseàtica. De 1641 a 1721 era una possessió sueca que després de la Gran Guerra del Nord passà a Prússia. Fou capturada per Zakhar Txernixov i Piotr Rumiàntsev durant la Guerra dels Set Anys Durant la Segona Guerra Mundial 80% de la ciutat van ser destrossats. Després de la guerra, la població alemanya va ser expulsat i a la Conferència de Potsdam els Aliats de la Segona Guerra Mundial atorgaren la ciutat a Polònia.

## Llocs d'interès
- La catedral de la Mare de Déu, església gòtica del segle xiv,
- La casa de la vila en estil neogòtic del 1832 per l'arquitecte Karl Friedrich Schinkel
- Museu de l'Exèrcit de Polònia

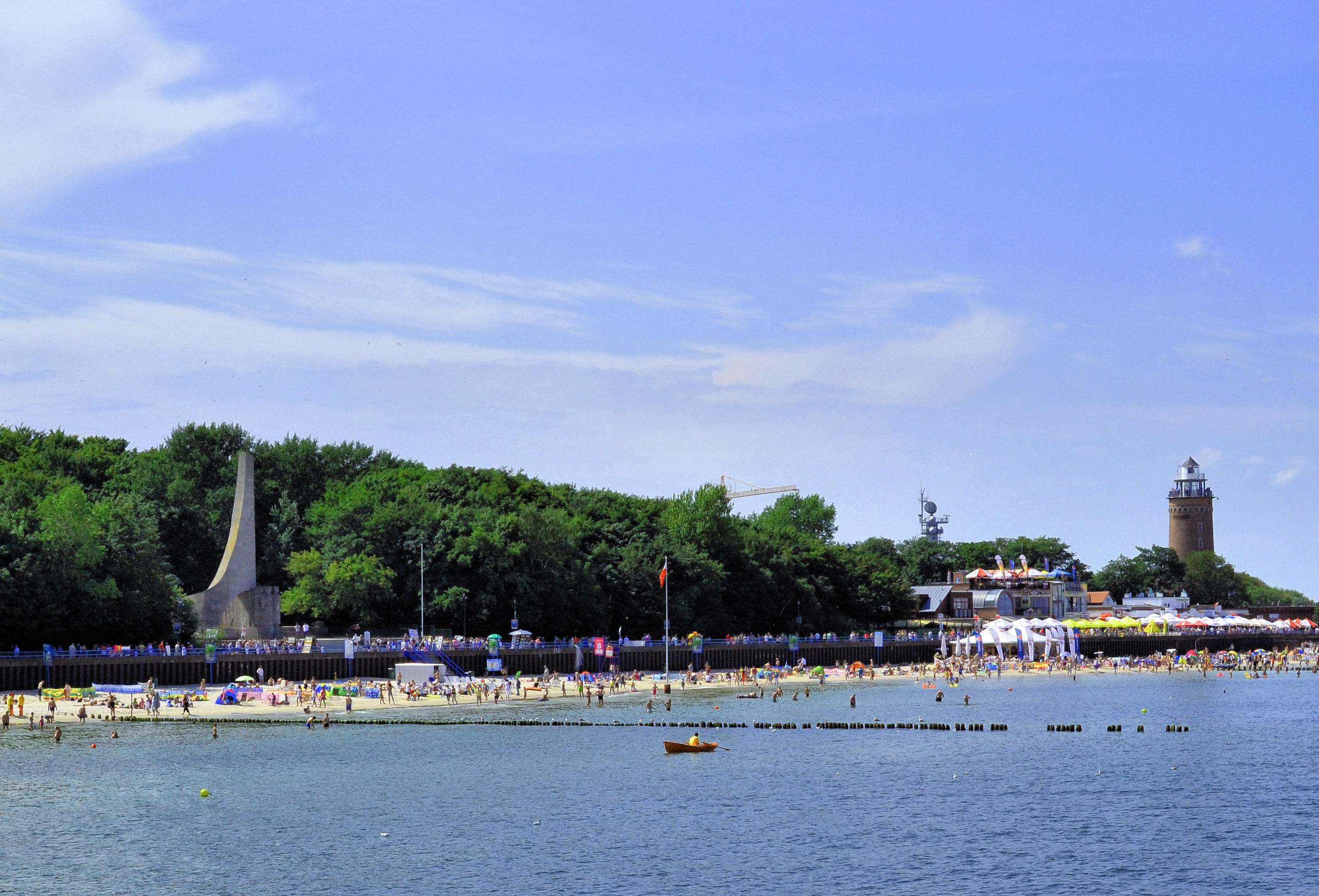
Platja i far
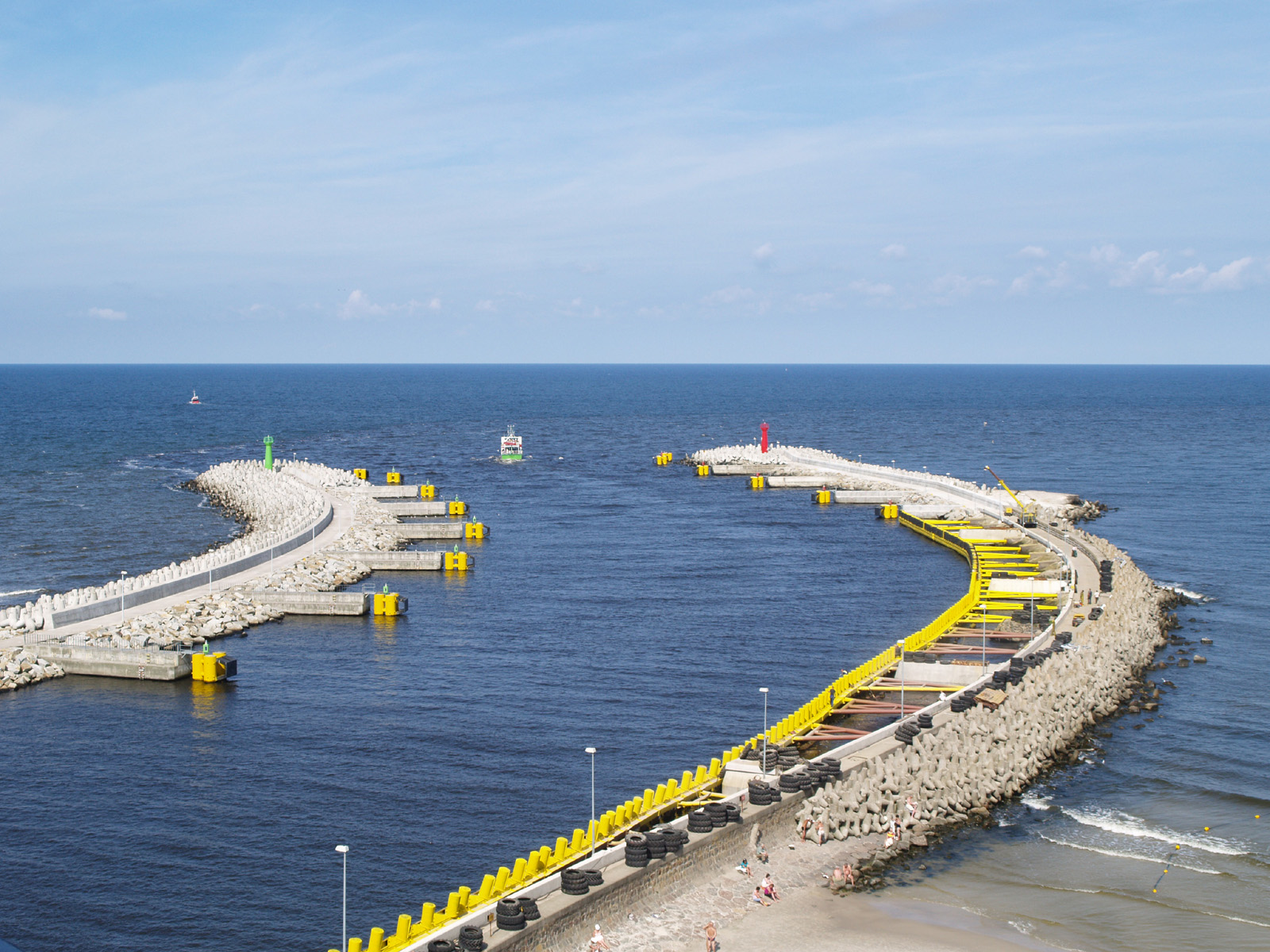
El port
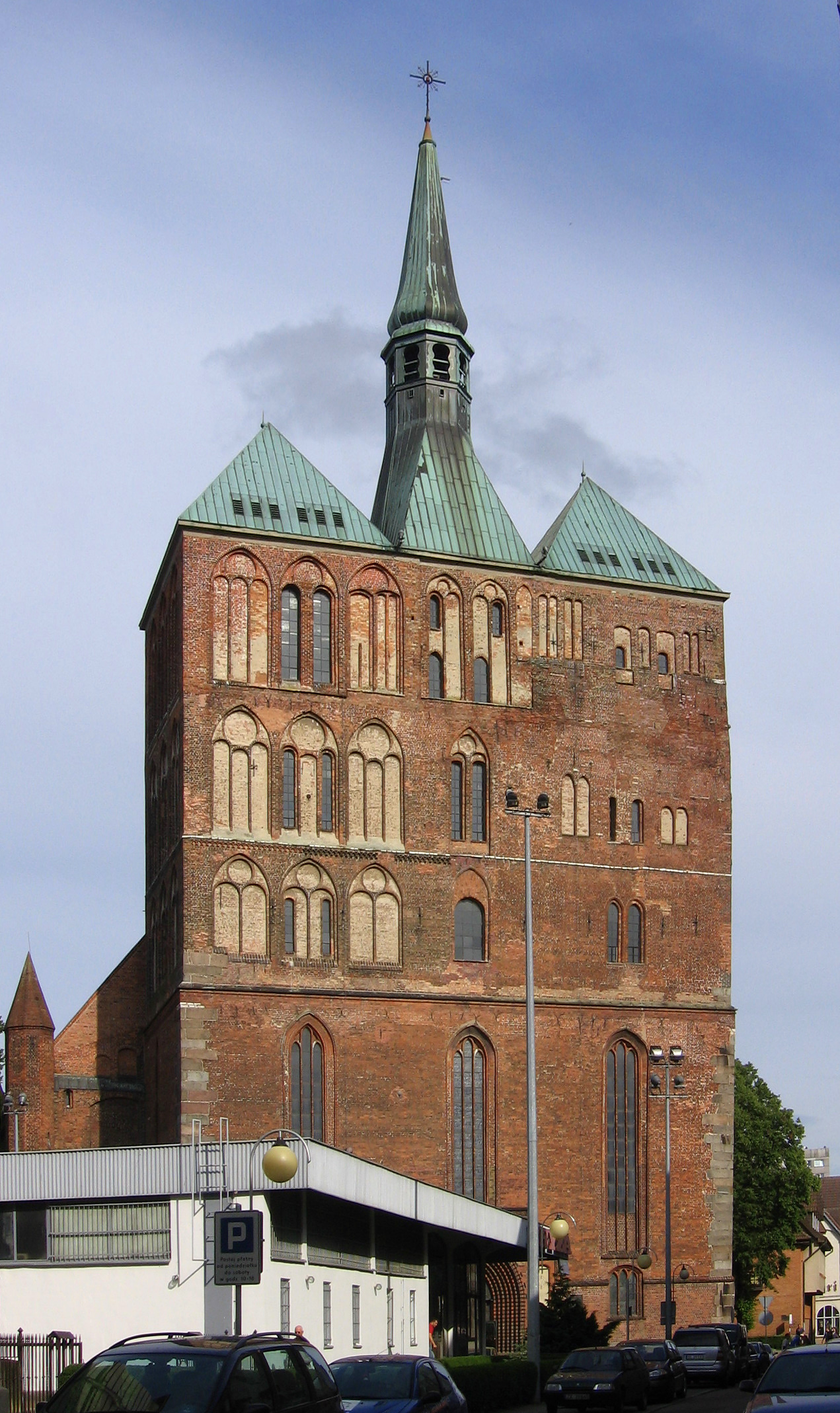
La catedral de la Mare de Déu

## Persones
- Magnus Hirschfeld (1868-1933), sexòleg, activista LGTB
- Paul Oestreich (1878–1959), pedagog
- Egon Krenz (1937), polític
- Martin Plüddemann (1854-1897), compositor i pedagog musical.